# Axl Ríos
Axl Franchesco Antoninno Ríos Urrejola (Talagante, Región Metropolitana de Santiago, Chile, 11 de julio de 1999) es un futbolista chileno que juega en la posición de mediocampista y su equipo actual es Deportes Copiapó de la Primera B de Chile.

## Trayectoria

### Cobreloa
Debuta en el profesionalismo el día 16 de julio de 2017 durante el encuentro disputado entre Cobreloa y Deportes Antofagasta, en el Estadio Zorros del Desierto, correspondiente a la primera fase de la Copa Chile 2017. Ingresa en el minuto 46, sustituyendo al jugador Matías Álvarez. El encuentro terminó 1 a 0 a favor del equipo visitante.
Anota su primer gol como profesional el día 13 de mayo de 2018, en el partido válido por la duodécima fecha de la competición Primera B de ese mismo año, entre los equipos de Cobreloa y Magallanes, jugando de local por su equipo, siendo este anotado en el minuto 33. El encuentro finalizó a favor del equipo local por 3 a 2.

### Deportes Copiapó
Se incorpora al club de la tercera región que actualmente compite en la Primera División del fútbol chileno, no sin controversias porque el partido decisivo para subir a Primera A enfrentaba a su anterior y su actual club. En esa final, Ríos fue expulsado del campo de juego recién a los 20 minutos. Finalmente Cobreloa, que había rescatado un empate como visita en el encuentro de ida frente a Copiapó, pasó de ser favorito a perder por primera vez en su historia como local por un marcador tan abultado (0 a 5). Hoy en día hay dudas por el cometido de cuatro futbolistas de ese plantel loíno, entre ellos Ríos, pero no hay evidencias que las justifiquen.

### Everton
El 19 de diciembre de 2023 es anunciado como nuevo jugador de Everton de la Primera División chilena, con vistas a la temporada 2024.

## Selección nacional

### Categorías inferiores
Su primera citación a las selecciones inferiores de Chile comienza el 22 de mayo de 2017, elegido por el director técnico, Héctor Robles, para trabajar con la selección sub-18. Fue además convocado en el mes de julio de dicho año para nuevamente participar en el trabajo de la selección, no quedando en la nómina final que fue a participar en la SBS Cup de ese año.
En la fecha 26 de abril de 2018, es convocado para participar en los trabajos de la selección Chilena, siendo esta su sexta nominación. El 21 de junio, el técnico, Héctor Robles, hizo pública la nómina para los 2 amistosos pactados contra la selección juvenil de Uruguay. Jugando en uno de ellos el día 29 de junio de ese año, el resultado del partido resultó a favor del cuadro de la selección juvenil de Uruguay por 2 a 0, encuentro jugado en el Complejo Celeste. Es convocado nuevamente el 22 de julio para los trabajos preparativos para los amistosos ante el seleccionado juvenil de Argentina en septiembre. Durante la gira por este país pudo disputar los 3 partidos amistosos pactados ante las juveniles de Boca Juniors, River Plate y Estudiantes de la Plata. En noviembre es citado para los amistosos contra las selecciones juveniles de Uruguay y Paraguay. pudiendo tener participación en el encuentro contra Uruguay, en el que la selección Chilena ganó por un 1 a 0. y en el empate sin goles ante la selección Juvenil paraguaya. Para el 21 de diciembre, es nominado a la selección sub-20 que disputó el sudamericano sub-20 de 2019.
En el certamen internacional logró una actuación, el 25 de enero de 2019, ante el conjunto de Colombia, ingresando en el minuto 79 por el jugador Matías Sepulveda. El encuentro terminó en victoria para Colombia por 1 gol a 0, terminando así también la actuación del conjunto Chileno en el torneo, no logrando superar la primera fase de este.

## Estadísticas

### Clubes
| Club                     | Div.          | Temporada     | Liga  | Liga  | Liga   | Copas nacionales | Copas nacionales | Copas nacionales | Torneos internacionales | Torneos internacionales | Torneos internacionales | Total | Total | Total  |
| Club                     | Div.          | Temporada     | Part. | Goles | Asist. | Part.            | Goles            | Asist.           | Part.                   | Goles                   | Asist.                  | Part. | Goles | Asist. |
| ------------------------ | ------------- | ------------- | ----- | ----- | ------ | ---------------- | ---------------- | ---------------- | ----------------------- | ----------------------- | ----------------------- | ----- | ----- | ------ |
| Cobreloa · Chile         | 2.ª           | 2017          | —     | —     | —      | 1                | 0                | 0                | —                       | —                       | —                       | 1     | 0     | 0      |
| Cobreloa · Chile         | 2.ª           | 2018          | 21    | 2     | 0      | 4                | 0                | 0                | —                       | —                       | —                       | 25    | 2     | 0      |
| Cobreloa · Chile         | 2.ª           | 2019          | 15    | 1     | 0      | 1                | 0                | 0                | —                       | —                       | —                       | 6     | 1     | 0      |
| Cobreloa · Chile         | 2.ª           | 2020          | 23    | 2     | 0      | 0                | 0                | 0                | —                       | —                       | —                       | 0     | 0     | 0      |
| Cobreloa · Chile         | 2.ª           | 2021          | 26    | 1     | 0      | 0                | 0                | 0                | —                       | —                       | —                       | 0     | 0     | 0      |
| Cobreloa · Chile         | 2.ª           | 2022          | 26    | 2     | 0      | 0                | 0                | 0                | —                       | —                       | —                       | 0     | 0     | 0      |
| Cobreloa · Chile         | Total club    | Total club    | 26    | 3     | 0      | 6                | 0                | 0                | 0                       | 0                       | 0                       | 32    | 3     | 0      |
| Deportes Copiapó · Chile | 1.ª           | 2023          | 0     | 0     | 0      | 0                | 0                | 0                | —                       | —                       | —                       | 0     | 0     | 0      |
| Deportes Copiapó · Chile | Total club    | Total club    | 0     | 0     | 0      | 0                | 0                | 0                | 0                       | 0                       | 0                       | 0     | 0     | 0      |
| Everton · Chile          | 1.ª           | 2024          | 0     | 0     | 0      | 0                | 0                | 0                | —                       | —                       | —                       | 0     | 0     | 0      |
| Everton · Chile          | Total club    | Total club    | 0     | 0     | 0      | 0                | 0                | 0                | 0                       | 0                       | 0                       | 0     | 0     | 0      |
| Total carrera            | Total carrera | Total carrera | 26    | 3     | 0      | 6                | 0                | 0                | 0                       | 0                       | 0                       | 32    | 3     | 0      |
| 1. 2.                    |               |               |       |       |        |                  |                  |                  |                         |                         |                         |       |       |        |

### Selección nacional
| Selección      | Temporada | Amistosos | Amistosos | Amistosos | Sudamérica | Sudamérica | Sudamérica | Mundial | Mundial | Mundial | Total | Total | Total  | Media goleadora |
| Selección      | Temporada | Part.     | Goles     | Asist.    | Part.      | Goles      | Asist.     | Part.   | Goles   | Asist.  | Part. | Goles | Asist. | Media goleadora |
| -------------- | --------- | --------- | --------- | --------- | ---------- | ---------- | ---------- | ------- | ------- | ------- | ----- | ----- | ------ | --------------- |
| Sub-20 · Chile | 2018      | 6         | 0         | 0         | —          | —          | —          | —       | —       | —       | 6     | 0     | 0      | 0.0             |
| Sub-20 · Chile | 2019      | —         | —         | —         | 1          | 0          | 0          | —       | —       | —       | 1     | 0     | 0      | 0.0             |
| Total          | Total     | 6         | 0         | 0         | 1          | 0          | 0          | 0       | 0       | 0       | 7     | 0     | 0      | 0.00            |
| 1.             |           |           |           |           |            |            |            |         |         |         |       |       |        |                 |